# Astana Womens 2 2011
L'Astana Womens 2 2011 è stato un torneo di tennis facente parte della categoria ITF Women's Circuit nell'ambito dell'ITF Women's Circuit 2011. Il torneo si è giocato ad Astana in Kazakistan dal 13 al 19 giugno 2011 su campi in cemento e aveva un montepremi di $25 000.

## Vincitori

### Singolare
Tímea Babos ha battuto in finale  Tadeja Majerič con il punteggio di 6–0, 6–2

### Doppio
Veronika Kapšaj /  Ekaterina Jašina hanno battuto in finale  Tamara Čurović /  Sabina Sharipova con il punteggio di 2–6, 6–3, [15–13]